# 武市半平太

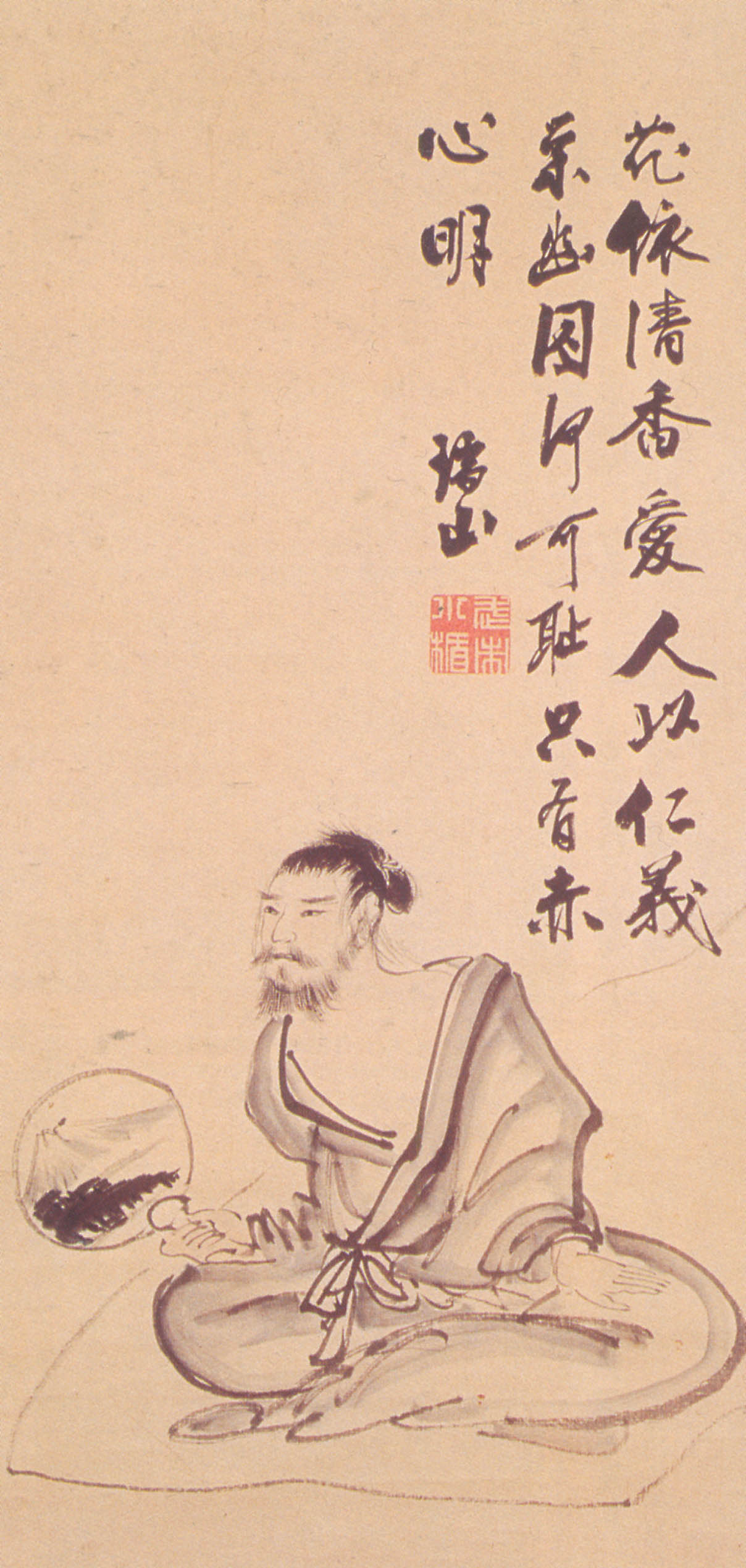
武市半平太在獄中所畫的自畫像

武市 瑞山（たけち ずいざん、文政12年9月27日（1829年10月24日） - 慶應元年閏5月11日（1865年7月3日））、日本幕末土佐藩鄉士，土佐勤王黨的盟主。幼名鹿衛，諱小楯（こたて），通稱半平太，別號瑞山、吹山，假名為柳川左門。明治24年追贈正四位。
父親為土佐藩鄉士武市正恒，母親為大井氏的女兒，妻為土佐藩鄉士島村氏女兒富子，兩人沒有子女。和坂本龍馬有遠房親戚的關係。
目前在高知市的瑞山的舊宅和墓所被指定為國家古蹟。

## 經歷
生於土佐国吹井村（現在高知縣高知市仁井田）。武市家為當地擁有土地的豪農，5代前的祖先半右衛門於享保11年（1726年）取得鄉士的地位。文政5年（1822年）昇格為白札，當時擁有「白札」身分的鄉士是能夠被當作上士一樣地對待。
嘉永2年（1849年）在城裡的新町開設劍術道場，門生有中岡慎太郎、岡田以藏等人，且之後成為土佐勤王黨的母體。安政3年（1856年），前往江戶向鏡心明智流的桃井春藏學習並且取得塾頭的地位。此時也與木戶孝允、久坂玄瑞、高杉晉作等尊王攘夷派的長州藩士交流。
文久元年（1861年），集結了坂本龍馬、吉村虎太郎及中岡慎太郎等同志，在江戶組成土佐勤王黨，2年後已有192名同志加入。
文久2年（1862年），下令暗殺土佐藩參政、提倡公武合体的吉田東洋（兇手有那須信吾、大石團藏及安岡嘉助等），並一一清算東洋派的重臣，武市則奉藩主山内豐範之命上洛，以接待的身份，一方面與他藩的志士們來往，一方面為了要讓朝廷下達攘夷敕命而奔走，在他的努力下，朝廷決議攘夷，但一橋慶喜入京，使得計畫流產，於是武市以「天誅」之名，令刺客暗殺佐幕派人士，這些刺客中以岡田以藏、薩摩藩的田中新兵衛最為有名。同年秋，朝廷遣使下江戶，敦促幕府攘夷，武市化名為柳川左門且裝為副使姊小路公知的雜役隨行至江戶。文久3年（1863年）1月，武市從白札升為上士格留守居組，然後在3月時成為京都留守居加役。
文久3年8月18日（1863年9月30日），長州藩因為「八月十八日政變」而被逐出京都，形勢開始逆轉，勤王派勢力急速衰退，被公武合体派取而代之，土佐藩也因為這個情況，使得公武合体派的前藩主山内容堂的影響力再度大增，武市於同年4月，為了拜託容堂調停薩長之爭而歸国，6月，武市一派的平井収二郎、間崎哲馬、弘瀬健太遭到逮捕，後被久邇宮朝彦親王以阻礙藩政改革為由而下令切腹，武市也在3個月後鋃鐺入獄，其他勤王黨同志也一個個被捕，武市在獄中一直否認下令暗殺吉田東洋。
但之後因岡田以藏的自白而決定了武市的罪狀（武市恐以藏不堪拷問，於是企圖毒殺之而未果，以藏大怒而供認不諱），但武市依舊否認暗殺東洋，於是山內容堂在慶應元年閏5月11日（1865年7月3日），以「對主君有不敬行為」的罪名命他切腹，享年37歲。武市切腹時完成了從來沒人做到的三文字切腹，傳達了他身為武士的氣魄，武市家的俸祿也遭到藩所沒收。
辞世之歌为：“ふたゝひと　返らぬ歳を　はかなくも　今は惜しまぬ　身となりにけり”
維新後，山内容堂對於處死武市有好幾次感到後悔。

## 人物
據說是位言論高朗，人格高潔誠實，重視武士道仁義的人。相貌堂堂且體格魁偉（大約180cm）。在行友李風的戲曲『月形半平太』中同名的主角，即是以他為原型、但是劇中的半平太被描寫成是位喜歡女性的好色男子，其實武市和小他一歲的妻子之間相當和睦。
養子的名字是半太，後來成為醫生並且在禱原村開業。
武市的人格被評為「一枝寒梅在春天時會成為先鋒率先綻放花香」和「在人望上足以與西鄉、在政治上足以與大久保和木戸（桂）匹敵的人材」，因此能看出他是名有著高潔人格的人物。
維新後，木戶孝允和舊土佐藩主山内容堂一起在在酒席上，木戶因為喝醉而責問容堂「你為什麼斬了武市？｣容堂回答｢他只是服從藩令而已」。
武市在江戶的鏡心明智流的桃井道場作劍術修行時，道場內有一名門生喜歡喝酒和找女人，武市告訴身為道場主人的桃井並且以身作則，以其誠意喚回了這名門生，從此導正了道場內原本混亂的風氣，讓門生的劍術和人數都加以提升，使得桃井不但對武市有著高度的評價而且對他的努力表示感謝。
對於武市夫妻一直沒有孩子而感到擔心的吉村虎太郎，先是說服富子回去娘家，然後將年輕女子一次次的以傭人身份送到武市身邊，武市發覺吉村的圖謀後，斥責了吉村一頓。另外在山内容堂開始鎮壓土佐勤王黨時，武市為了薩長和解調停案而要歸國，考慮到武市安全的盟友久坂玄瑞，履次勸他亡命到長州藩，武市雖然感謝他的厚愛，但以君臣義理等理由而拒絕。武市認為義理和恩情是比什麼都重要的大事，因此能徹底貫策武士道精神不但是他的特點也是他的長處，但在那個時代中則成為他決定性的弱點，也成為加快他死亡的結果。不但劍術一流，教養也一流，而且作為領導人的資質也是相當足夠。在藝術方面，也有著相當的實力並且多留有他在獄中的自畫像和美人畫等優秀的作品。
從武市下獄到死亡的一年九個月中，富子除了每天都帶著三餐來探望他，為了能夠安慰丈夫，她也會帶著書籍和自製的貼畫給武市。在武市切腹時所穿的白色壽衣，正是由富子所縫製完後交給他的。富子一直活到大正6年（1917年），墓所在高知縣高知市，與武市互相依傍。另外，她也是全國唯一銅像被創造後還加以修改過的人物。

## 登場作品
影視劇
- 幕末（1964年、TBS、演：金内吉男）
- 祇園的暗殺者（1962、東映、演：佐藤慶）
- 龍馬來了（日语：竜馬がゆく (1965年のテレビドラマ)）（1965年、MBS、演：内田良平（日语：内田良平 (俳優)））
- 龍馬來了（1968年、NHK大河劇、演：高橋英樹）
- 人斬（1969年、大映、演：仲代達矢）
- 商魂一代 天下暴坊（1970年、東寶、演：木村功）
- 幕末（1970年、東寶、演：仲谷昇）
- 天皇的世紀（日语：天皇の世紀#第一部（テレビドラマ））（1971年、ABC、演：細川俊之）
- 勝海舟（日语：勝海舟 (NHK大河ドラマ)）（1974年、NHK大河劇、演：伊藤孝雄）
- 幕末青春塗鴉：坂本龍馬（日语：幕末青春グラフィティ 坂本竜馬）（1982年、NTV、演：柴俊夫）
- 龍馬來了（日语：竜馬がゆく#1982年版）（1982年、TX、演：伊吹吾郎）
- 坂本龍馬（日语：坂本龍馬 (テレビドラマ)）（1989年、TBS、演：三浦友和）
- 拜託龍馬了！（日语：竜馬におまかせ!）（1996年、NTV、演：池田成志）
- 龍馬來了（日语：竜馬がゆく#1997年版）（1997年、TBS、演：椎名桔平）
- IZO（2004年、Teamokuyama、演：美木良介（日语：美木良介））
- 新選組！（2004年、NHK大河劇、演：大衛．伊東（日语：デビット伊東））
- 龍馬來了（日语：竜馬がゆく#2004年版）（2004年、TX、演：澤村一樹）
- BODY JACK（日语：ボディ・ジャック#映画）（2008年、太秦、演：柴田光太郎）
- 龍馬傳（2010年、NHK大河劇、演：大森南朋）
- 武士老師（2015年、EX、演：錦戶亮）
- 武士老师（2017年、JFDB、演：市原隼人）

漫畫
- 喂！龍馬（日语：お〜い!竜馬）（小学館、武田鐵矢作．小山由畫）
- 風雲兒們（LEED社（日语：リイド社）、みなもと太郎（日语：みなもと太郎）作）
- 武士老師（リブレ出版、黑江S介作）
- 銀魂 （集英社、空知英秋作）

遊戲
- Fate/Grand Order
- 人中之龍 維新！
  - 人中之龍 維新！極